# Presteigne
Presteigne (wal. Llanandras) – miasto we wschodniej Walii, w hrabstwie Powys, położone na południowym brzegu rzeki Lugg, wyznaczającej w tym miejscu granicę angielską. W 2011 roku miasto liczyło 2056 mieszkańców.
Miasto było dawniej stolicą hrabstwa Radnorshire.